# Семка (приток Люты)
Семка — река в России, протекает в Дновском районе Псковской области. Устье реки находится в 18 км по левому берегу реки Люта в деревне Нинково. Длина реки составляет 12 км.
По берегам реки стоят деревни Черемново, Замошки, Раменье, Залесье и Нинково(у устья) Лукомской волости

## Данные водного реестра
По данным государственного водного реестра России относится к Балтийскому бассейновому округу, водохозяйственный участок реки — Шелонь, речной подбассейн реки — Волхов. Относится к речному бассейну реки Нева (включая бассейны рек Онежского и Ладожского озера).
Код объекта в государственном водном реестре — 01040200412102000024717.